# Distrikt Chota
Der Distrikt Chota liegt in der Provinz Chota in der Region Cajamarca in Nordwest-Peru. Der Distrikt hat eine Fläche von 266 km². Beim Zensus 2017 wurden 49.863 Einwohner gezählt. Im Jahr 1993 lag die Einwohnerzahl bei 43.913, im Jahr 2007 bei 45.958. Sitz der Distriktverwaltung ist die 2394 m hoch gelegene Provinzhauptstadt Chota mit 22.885 Einwohnern (Stand 2017).

## Geographische Lage
Der Distrikt Chota liegt in der peruanischen Westkordillere im zentralen Osten der Provinz Chota. Das Areal wird über den Río Chotano, den rechten Quellfluss des Río Chamaya, nach Nordwesten entwässert.
Der Distrikt Chota grenzt im Westen an den Distrikt Lajas, im Nordwesten an die Distrikte Cutervo (Provinz Cutervo) und Chiguirip, im Nordosten an den Distrikt Conchán, im Osten an den Distrikt Chalamarca, im Südosten an die Distrikte Bambamarca und Hualgayoc sowie im Südwesten an den Distrikt Chugur (die letzten drei Distrikte liegen in der Provinz Hualgayoc).